# Katastrofy a neštěstí 2010
Tento článek obsahuje seznam katastrof a neštěstí, které proběhly roku 2010.

## Leden

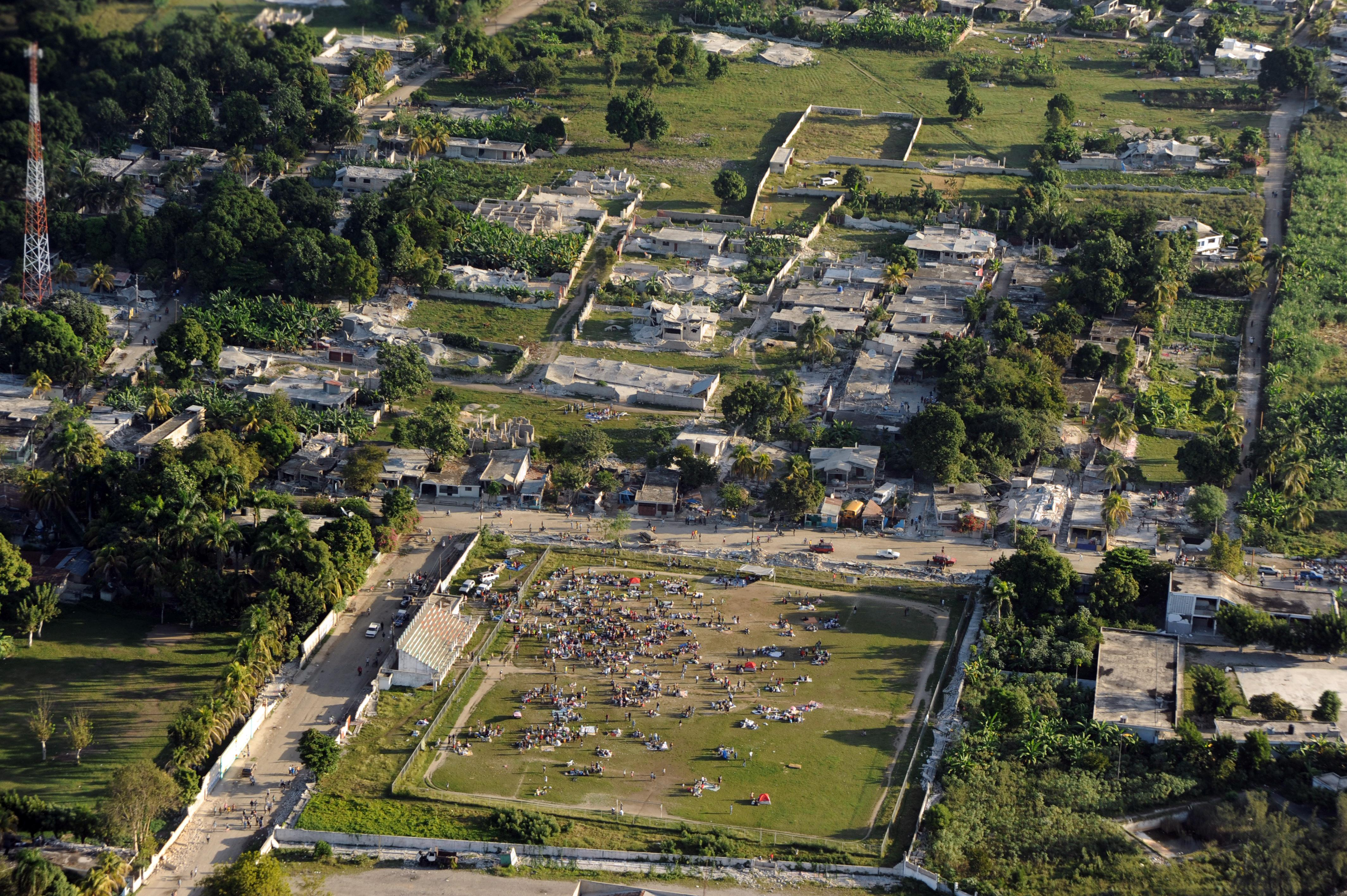
Zbořené budovy v Port-au-Prince na Haiti po ničivém zemětřesení, fotografie z 13. ledna

- 1. ledna byl spáchán sebevražedný bombový útok v Lakki Marwatu, měl za následek smrt 95 lidí a asi 100 zraněných
- 12. ledna došlo na Haiti k ničivému zemětřesení, vyžádalo si více než 212 000 potvrzených mrtvých, velmi mnoho zraněných a 1 200 000 lidí zůstalo bez domova

## Březen
- 29. března došlo k sebevražedným bombovým útokům v Moskvě, vyžádaly si 40 mrtvých a 88 zraněných

## Duben

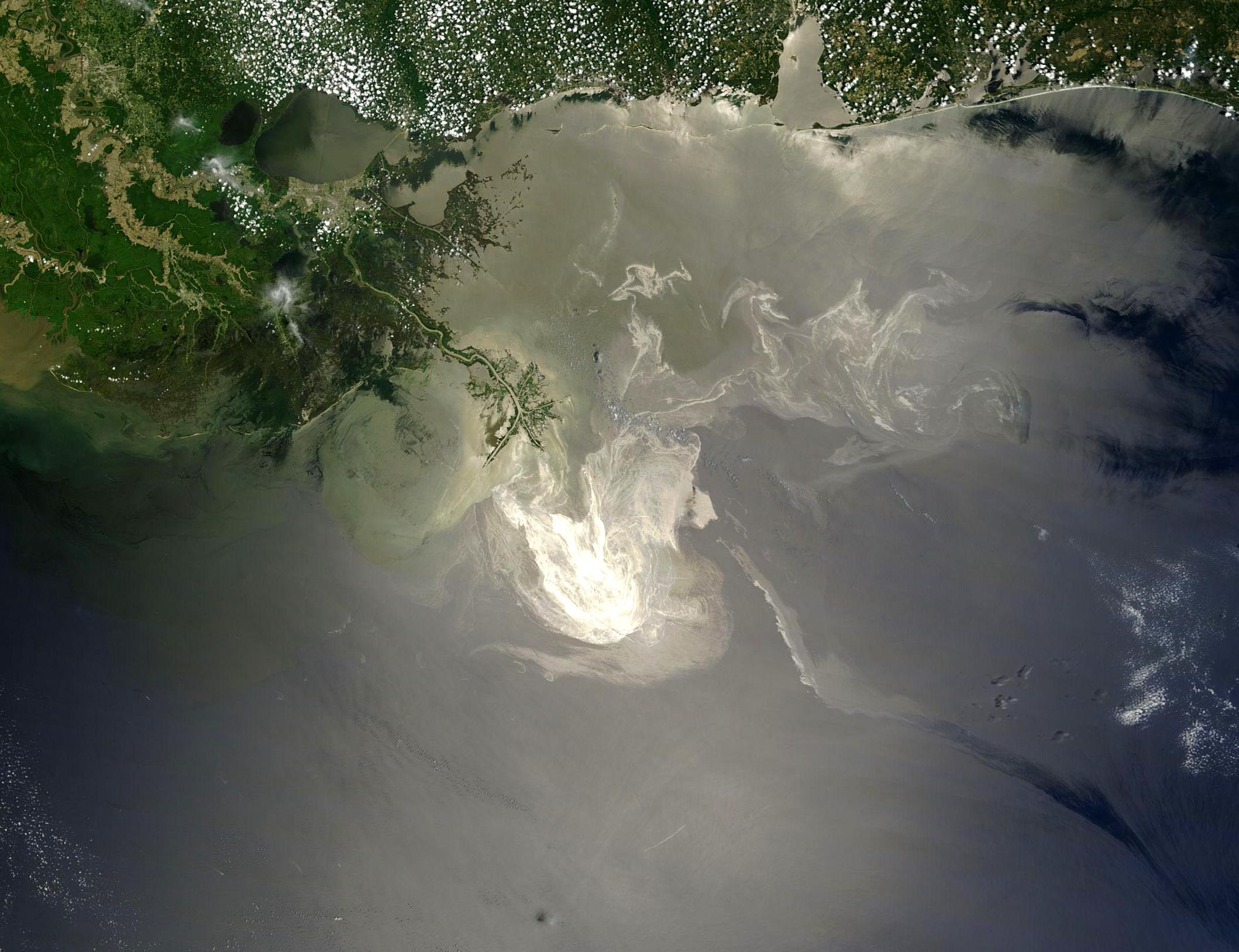
Ropná skvrna šířící se z místa katastrofy Deepwater Horizon, fotografie z 24. května

- 10. dubna si vyžádala havárie polského vládního speciálu smrt 96 osob, převážně vysokých polských elit
- 22. dubna se v Mexickém zálivu potopila vrtná plošina a do moře vyteklo 71 až 147 milionů litrů surové ropy

## Květen
- 16. května začaly v Česku, Polsku, na Slovensku a v Maďarsku povodně, které měly za následek nejméně 34 mrtvých
- 30. května Izrael vojensky zasáhl na humanitárním konvoji do Pásma Gazy, zásah si vyžádal 9 mrtvých a 60 zraněných civilistů

## Červenec

Kouř nad západním Ruskem během ničivých požárů, fotografie ze 4. srpna

- v červenci zabily povodně v Pákistánu nejméně 2000 lidí a přinesly spoustu škod
- 24. července bylo při Love Parade v německém Duisburgu ušlapáno 21 lidí a dalších několik desítek těžce zraněno
- 29. července se v Rusku a v celém centrálním federálním svazu rozhořela řada požárů kvůli vlně veder a nedostatku srážek; 53 lidí přišlo o život a 72 lidí je pohřešováno

## Srpen

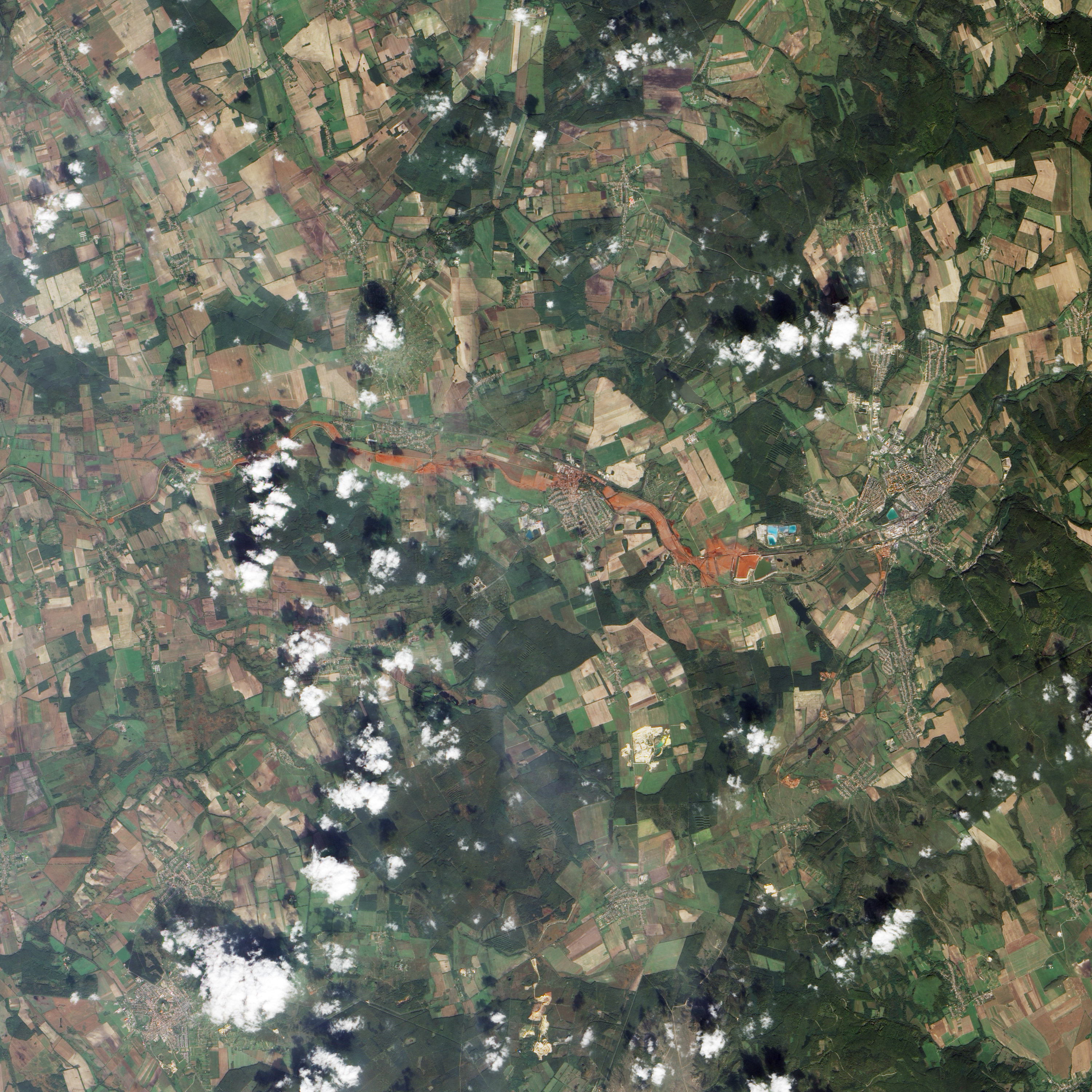
Snímek protržení hráze odkaliště u Ajky z 9. října ukazuje znečištění několik kilometrů na západ od hráze

- 5. srpna došlo k důlnímu neštěstí u města Copiapó v Chile, 33 horníků zůstalo na 69 až 70 dní uvězněno pod povrchem
- 7. srpna propukly v Česku, na jihozápadě Polska a v Sasku bleskové povodně, vyžádaly si 8 mrtvých
- 15. srpna zapříčinilo krupobití v Praze 6 zranění a značné materiální škody
- 30. srpna zabil v Bratislavě Ľubomír Harman 7 lidí, dalších zhruba 15 postřelil a nakonec sám spáchal sebevraždu

## Říjen
- 4. října došlo k protržení hráze odkaliště u Ajky, nehoda si vyžádala 10 lidských životů, okolo 130 zraněných a mnoho materiálních škod